# 巴布欽齊
48°25′2″N 28°9′55″E / 48.41722°N 28.16528°E
巴布欽齊（烏克蘭語：Бабчинці）是位於烏克蘭西南部的村莊，由文尼察州裡莫希利夫-波季利斯基区的巴布欽齊市鎮負責管轄。該村面積8.58平方公里，海拔高度161米，2001年人口2,796，人口密度每平方公里326人。